# Domenico Enrietti
Domenico Enrietti (fl. XX secolo) è stato un arbitro di calcio italiano.

## Biografia
Non risulta aver mai giocato al calcio.

### Arbitro
Iniziò ad arbitrare nel 1919 dopo aver sostenuto il corso di abilitazione all'inizio della stagione.
Era tesserato per il Pastore Football Club. (fino al 1925), poi si tesserò per il Torino.
Fu uno dei fondatori nel 1927 del Gruppo Arbitri Torinesi "Enrico Canfari".
Diresse solo 3 gare in serie A, ma aveva 10 anni esperienza nel massimo campionato italiano.
Terminò l'attività arbitrale dirigendo la partita di Serie A Bologna-Cremonese 4-1 del 15 gennaio 1930

L'ultima gara di Serie B da lui diretta fu Fiumana-Bari 0-0 del 19 gennaio 1930.